# Post-hardcore
El post-hardcore o poshardcore  es un subgénero del hardcore que supone una evolución de este; no es tan rápido ni furioso, sino más pulido y arreglado. Se gestó en Chicago y Washington D. C. en los ochenta, como respuesta al comportamiento de la comunidad punk, que era sexista y violenta, y al simplismo de los géneros adyacentes. En los noventa surgió el género como tal, gracias a la influencia de bandas como Fugazi, Rites of Spring y Big Black, y se caracteriza por tener mayor variedad sonora, literaria y artística que su género madre.
En la década del 2000 alcanzó gran popularidad y tuvo un cambio en su sonido estándar; para entonces el poshardcore enfatizaba lo más melódico y pesado de sus antecesores, esto provocado por el auge de las bandas At the Drive-In, Glassjaw y Thursday. Posteriormente, sufrió una baja en su notoriedad y progreso, ya que varias agrupaciones, o bien se separaron, o bien sus estilos cambiaron. Sin embargo, al arribo del 2011 llegó una nueva generación de artistas, llamada the wave, que lo dotó de nuevos sonidos e influencias, de parte de agrupaciones como Touché Amoré, La Dispute, Title Fight y Pianos Become the Teeth, lo que dio paso a su restablecimiento. Durante los veinte, el poshardcore aún tiene varias bandas a su favor que lo han hecho perdurar.

## Etimología
El nombre se compone del prefijo pos-, que indica posterioridad, y el sustantivo «hardcore», refiriéndose al género musical; se trata de cómo se entiende al género como una evolución del hardcore punk.

## Características
A pesar de haber mucho debate al respecto del cómo se debe definir el poshardcore, consensualmente se describe como una evolución a nivel artístico y técnico del hardcore y, por ende, resulta ser menos iracundo y brusco; las bandas utilizan más elementos musicales para generar y deshacer tensión y, al mismo tiempo, dar presentaciones emocionales, generalmente mediante tanto gritos como cantos a media voz y un sonido pesado y melódico a la vez. El lado literario suele ser variado; las temáticas van desde lo político o personal hasta lo satírico o comercial. Algo parecido ocurre con las influencias de las agrupaciones, pues algunas toman elementos de la música densa y ruidosa (como el metalcore y screamo), mientras otras prefieren lo más melódico y moderado (como el emo e indie rock). Además, varias se atreven a experimentar utilizando recursos técnicos como diversos tipos de compases o afinaciones.

## Historia

### Raíces y pioneros (1983-1989)
Los cimientos del poshardcore se hayan en Chicago durante los ochenta y el movimiento washingtoniano conocido como revolution summer de 1985, que se caracterizó por su consciencia sociopolítica y cultural; junto a la filosofía del hazlo tú mismo, el recién naciente emocore y la dinámica y rudeza del hardcore nacieron bandas precursoras, como Big Black, Rites of Spring, Hüsker Dü, Minutemen, Naked Raygun, Dag Nasty, Embrace, Rollins Band, Fugazi y The Faith, que supusieron una escisión del lado más tradicional del movimiento punk, ya que estaban cansadas del sexismo, los pogos agresivos, facciones violentas como los cabezas rapadas y el simplismo de la música. También, aunque en menor medida, se resaltan a las bandas 7 Seconds y Descendents por llevar al hardcore a lo más melódico.

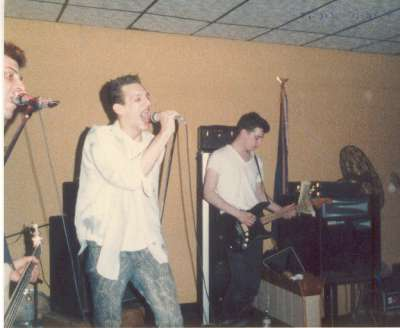
Naked Raygun tocando en vivo; alrededor de 1985.

En cuanto a los sellos, los dos más importantes fueron SST Records y Touch and Go Records, los cuales publicaron discos pioneros e influyentes del género, como My War de Black Flag, Zen Arcade de Hüsker Dü y Double Nickels on the Dime de Minutemen por parte de SST Records en 1984, y el material publicado por Touch and Go Records de Big Black, Die Kreuzen y The Jesus Lizard.
De todas las bandas se remarcan Big Black y su disco Songs About Fucking, que destaca por su estilo industrial y pesado (además, el miembro Steve Albini fue significativo para múltiples géneros alternativos), y Rites of Spring con su disco homónimo, que tenía un estilo más melódico y depresivo, muy influenciado por el pospunk de bandas como Joy Division y Gang of Four (además, se la considera como la banda más importante del emocore); sin embargo, la que se estima como la más importante por sobre todas es Fugazi, cuyos EP debut homónimo de 1988 y disco compilatorio, titulado 13 Songs, de 1989 se consideran como los que dieron esqueleto e inicio, propiamente tal, al poshardcore.

### Inicios y establecimiento (1990-1999)

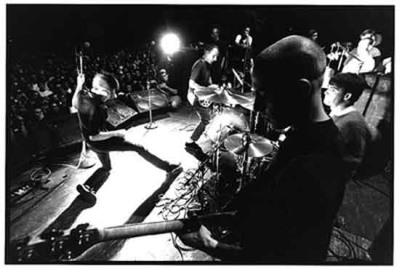
Fugazi tocando en vivo.

El género se estableció de forma leve, con múltiples influencias que se juntaron entre sí para dar como resultado un estilo más arreglado y menos tosco que su antecesor; géneros como el pospunk británico, el rocanrol, el jazz y el industrial influenciaron a bandas como Moss Icon, Nation of Ulysses y Unwound, mientras que otras se consideran como evoluciones técnicas del hardcore más que como un conjunto de influencias, como Fugazi y Quicksand; así fue como se gestaron distintas escuelas: del lado más pesado y ligado al metal estaban Snapcase (que fue parte del metalcore), Helmet, Quicksand (que fueron parte del metal alternativo) y Neurosis; del lado más artístico o experimental estaban Nation of Ulysses, Girls Against Boys, Moss Icon, Into Another, The Dismemberment Plan, Trenchmouth, Fugazi, Refused, The Monorchid, Unwound, Orange 9mm y Far; del lado más ruidoso y abrasivo estaban The Jesus Lizard, Shellac, Drive Like Jehu y Chavez; del lado más melódico estaban Jawbox, Shades Apart, Poster Children, The Promise Ring, Texas is the Reason, Sense Field, Hum, Jawbreaker, At the Drive-In y Shudder to Think.
Estas bandas se albergaban en distintos sellos, generalmente independientes, pero uno de los más importantes fue Dischord Records, pues sostuvo a varias bandas importantes del género, como Fugazi, Hoover, Nation of Ulysses, Soul Side y Fire Party.
De está generación se suele destacar a Fugazi, otra vez, como la más trascendental, ya que influyó a numerosas bandas tanto de su época como no, y siguió dando cuerda al género durante los noventa, su década más activa, cuando salió su álbum más aclamado y relevante, Repeater; entre las bandas que se inspiraron por Fugazi están Unwound, Girls Against Boys y Jawbox. También, la banda Slint jugó cierto rol en el desarrollo del poshardcore, ejerciendo influencia en varias bandas.
La popularidad del poshardcore fue en aumento de forma paulatina, y para fines de los noventa las bandas Lifetime y The Promise Ring lograron tener cierto éxito comercial, pues sus álbumes ya estaban vendiendo miles de copias y su público solo iba incrementando. Esto junto al visionario álbum The Shape of Punk to Come de Refused, que introdujo elementos principalmente electrónicos, formaron los pilares sobre los que se edificaron tanto el éxito comercial como el sonido de la próxima generación.

### Popularización y cambio en el sonido (2000-2006)
At the Drive-In y Glassjaw fueron las bandas más significativas de la década del 2000, ya que no solo fueron de las primeras en lograr dar el salto comercial, sino que también establecieron el arquetipo principal a futuro; sus álbumes Relationship of Command y Everything You Ever Wanted to Know About Silence, publicados el 2000, y Worship & Tribute, del 2002, (producidos por Ross Robinson) fueron esenciales para el nuevo estándar, que daba énfasis en las variantes melódicas y pesadas de sus antecesores. Poco después, las agrupaciones Thursday (que ha sido catalogada como una de las bandas de poshardcore más influyentes de la década del 2000), Alexisonfire (que con sus álbumes homónimo y Watch Out!, del 2002 y 2004, respectivamente, desarrolló el lado más visceral y vinculado al emo), Finch, Taking Back Sunday y The Used se encargaron de expandirlo y popularizarlo aún más.

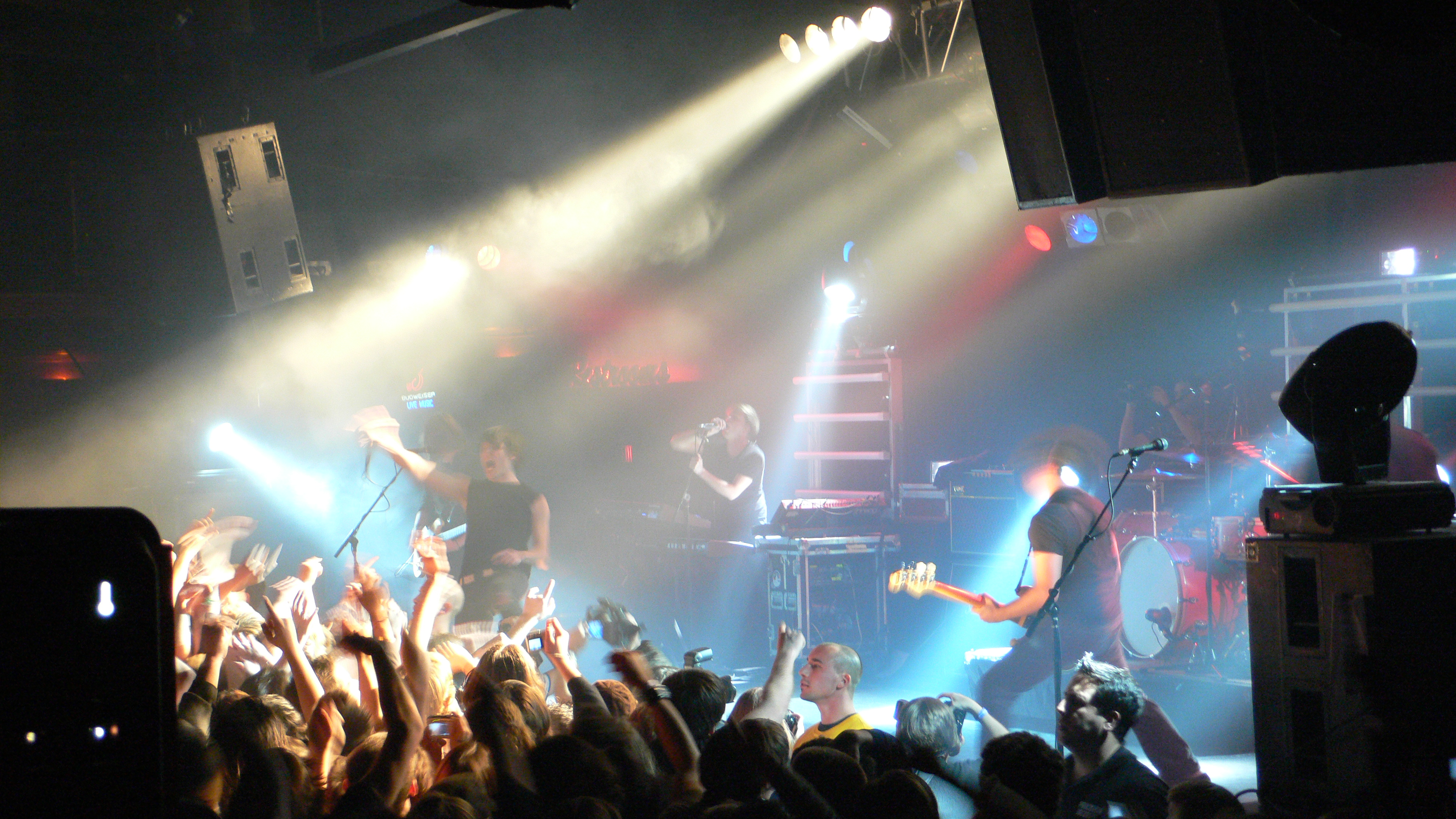
Thursday en vivo el 2006.

Durante esta década la participación de Unwound fue más que relevante para no tan solo el género, sino que también para todo el punk, ya que su álbum Leaves Turn Inside You, del 2001, es considerado como la cúspide de la experimentación dentro del poshardcore, y su trascendencia es tal que se la equipara con la que tiene Kid A, de Radiohead, con el rock. El legado de Unwound derivó en lo que se denomina como «sonido fader», el cual apoya al poshardcore con géneros como el indie rock y el emo. En este sentido, también se destaca al último álbum de Fugazi, The Argument, que fue por la misma senda y tuvo una influencia similar.
De la tutela de aquellas bandas nacieron otras que también llevaron a cabo tanto la popularización como el desarrollo del género hasta mediados de la década, con un esquema análogo al de la anterior: del lado artístico o experimental estaban Dance Gavin Dance, Q and Not U, Cursive, mewithoutYou, Faraquet, Trophy Scars, Shiner y Burning Airlines; del lado ruidoso y pesado estaban Thrice, Juno, Cave In, The Blood Brothers, From Autumn to Ashes, The Plot to Blow Up the Eiffel Tower, Poison the Well, The Dillinger Escape Plan, The Sound of Animals Fighting, These Arms Are Snakes y The Fall of Troy; del lado melódico estaban Underoath, Rival Schools, Hopesfall y Funeral for a Friend.

### Reinterpretaciones y nueva generación (2007-2019)
A fines de la década del 2000 el poshardcore sufrió una baja en su popularidad, ya que muchas de sus bandas más valuables se separaron o fueron por otra senda musical. Sin embargo, todavía tenía fulgor y a fines de la década surgieron varias bandas y artistas que lo buscaban reinterpretar y modificar: Joyce Manor, PUP y Jeff Rosenstock lo mezclaban con pop punk e indie rock; Die Die Die, Model Actress y Idles con el pospunk, y La Dispute, Casey y Touché Amoré con el screamo (muy influenciados por Thursday). También se resalta la importancia de letlive., que ayudó al traspaso del género a la nueva década. De todas las nuevas mezclas que habían, la del screamo fue la que tuvo mayor envergadura, y provocó lo que se denomina como «la nueva ola del poshardcore» el 2011, bajo el alero del movimiento llamado the wave ('la ola'), lo que dio nueva vida al género.

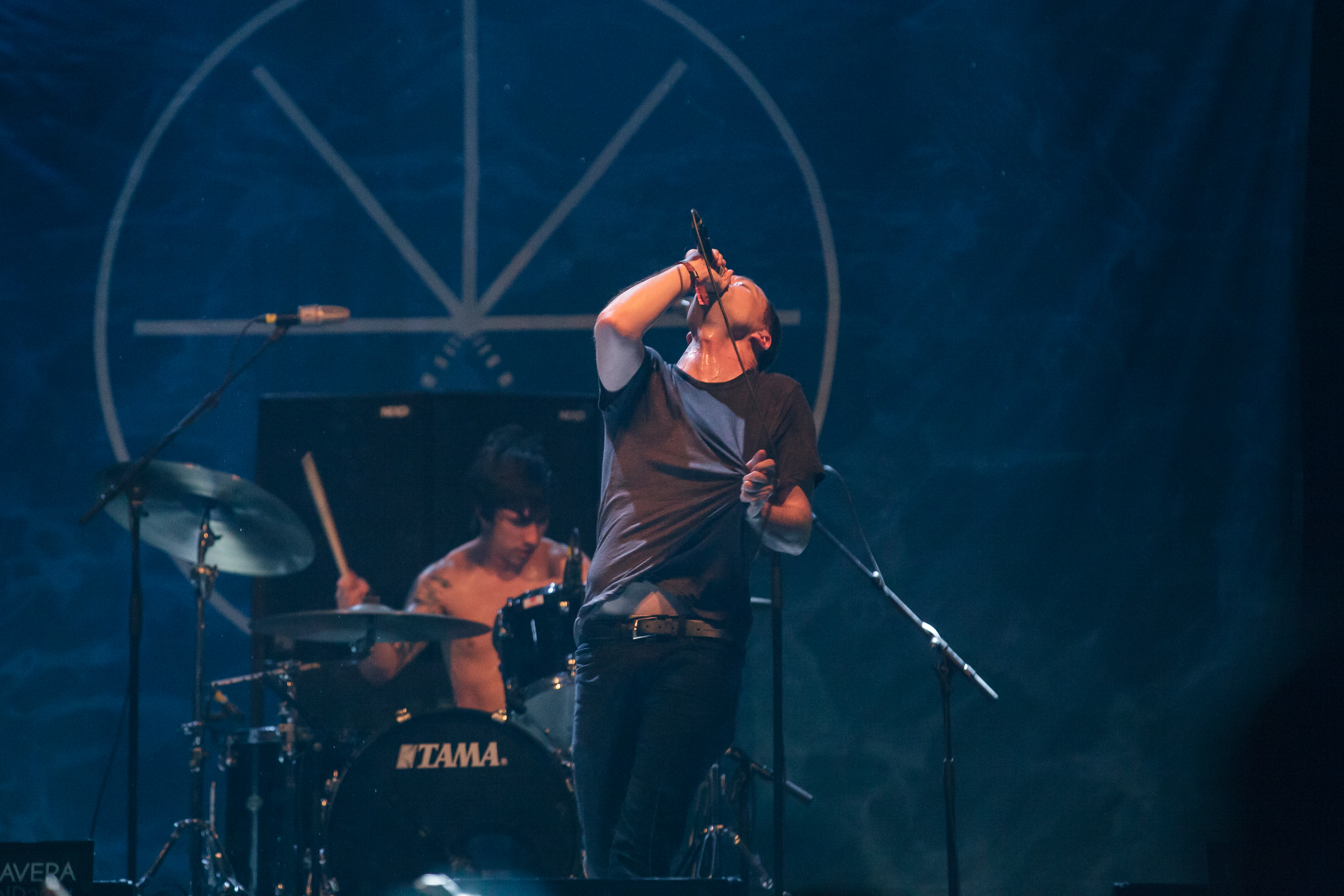
Touché Amoré en vivo el 2014, en el Primavera Sound.

The wave fue un movimiento constituido principalmente por las bandas Touché Amoré, Pianos Become the Teeth, La Dispute, Make Do and Mend y Defeater, aunque el integrante Jeremy Bolm de Touché Amoré  (quien acuñó el nombre del movimiento de forma irónica) declaró que se debería incluir a otras, como Tigers Jaw, Title Fight, Balance and Composure, Former Thieves e Into it Over It. En general integraba bandas de punk, emo y poshardcore que iban en contra de los comportamientos grandilocuentes y vanidosos de las bandas de MySpace y el Warped Tour. De este movimiento salieron varios álbumes importantes para el desarrollo del género durante la década del 2010, entre los cuales se destacan The Lack Long After de Pianos Become the Teeth, Wildlife de La Dispute, Shed de Title Fight, Empty Days & Sleepless Nights de Defeater y Parting the Sea Between Brightness and Me de Touché Amoré (todos publicados el 2011). Cada uno de estos discos proveyó de distintos estilos al poshardcore: Touché Amoré, Defeater y Title Fight tuvieron una aproximación más concisa y armónica, mientras que La Dispute se apoyó del sonido de bandas como Circle Takes the Square y mewithoutYou, lo que resultó en un disco repleto de matices, tanto caóticos como calmos, y Pianos Become the Teeth llevó al género a tanto el screamo como el posrock. También marcaron «la nueva ola del poshardcore» las bandas Balance and Composure, que logró hacer una intersección entre el poshardcore y el grunge, Basement y Thursday, la cual volvió a dejar huella gracias a su disco No Devolución. Al final, todas estas bandas hicieron del 2011 el año definitivo del poshardcore para su desarrollo posterior.
Posteriormente, se hicieron notar otras bandas, influenciadas por el legado de the wave, como Cloud Nothings con Attack on Memory el 2012 y Brutus con Nest el 2019; también se les unieron bandas de antaño, como mewithoutYou con [Untitled] el 2018, Pianos Become the Teeth con Rooms of the House y La Dispute con Keep You el 2014.

### Contemporaneidad (2020-presente)
En los veinte no cesó el vigor del poshardcore, y tuvo ya en 2020 varios lanzamientos significativos como I Owe You Nothing de Record Setter, Viewing de Stay Inside, Lament de Touché Amoré y Armour de Boneflower. Al año siguiente surgió, de forma análoga a la década anterior, un movimiento denominado wild hogs, el cual incluyó a The Callous Daoboys, For Your Health, Hazing Over (antes conocidos como Shin Guard), Cryptodira, Kaonashi, SeeYouSpaceCowboy e Insignificant Other como sus integrantes principales, los cuales van desde el white belt hasta lo indie. Para el 2022 se realizaron los lanzamientos de otros discos que amplificaron aún más el sonido del género, entre los cuales están Gris Klein de Birds in Row del lado más intenso, ligado al screamo y el hardcore, y Don’t Think About Death de Chalk Hands, Fawn de Foxtails y The Loser de Gospel desde lo más armónico y ligado al posrock y el emo.